# Amphiongia
Amphiongia é um gênero de traça pertencente à família Arctiidae.

## Espécies
- Amphiongia achroa (Lower, 1903)
- Amphiongia chordophoides (Lucas, 1892)
- Amphiongia ochreomarginata (Joicey & Talbot, 1917)